# UFC on FX: Guillard vs. Miller
UFC on FX: Guillard vs. Miller (también conocido como UFC on FX 1) fue un evento de artes marciales mixtas celebrado por Ultimate Fighting Championship el 20 de enero de 2012 en el Bridgestone Arena, en Nashville, Tennessee.

## Historia
El evento fue el segundo que se emitieron en el marco de un acuerdo de siete años entre la UFC y Fox, el evento inaugural al aire en FX.
El segundo equipo de UFC anuncia que harían su debut en este evento, con el exlocutor Jon Anik anunciador de Bellator y el peso ligero de UFC Kenny Florian en los comentarios. Anik y Florian habían trabajado previamente juntos como anfitriones de la serie de ESPN2 MMA Live.
El combate de peso pluma entre Charles Oliveira y Robert Peralta estaba vinculado brevemente a este evento, pero se confirmó más tarde que Oliveira pelearía frente a Eric una semana más tarde en UFC on Fox 2.

## Premios extra
Cada peleador recibió un bono de $45,000.
- Pelea de la Noche: Pat Barry vs. Christian Morecraft
- KO de la Noche: Nick Denis
- Sumisión de la Noche: Jim Miller